# Sandra Maren Schneider
Sandra Maren Schneider (* 9. Oktober 1988 in Bergisch Gladbach) ist eine deutsch-amerikanische Schauspielerin, Sprecherin und Drehbuchautorin.

## Leben
Sandra Maren Schneider wuchs im Oberbergischen Land auf. Bereits in früher Jugend hatte Schneider, die aus einer nicht-künstlerischen Familie stammt, den Wunsch, Schauspielerin oder Opernsängerin zu werden. Nach ihrer Schulzeit ging sie nach Hamburg, wo sie bei freien Theaterensembles spielte und ihre ZAV-Prüfung ablegte.
Ihre professionelle Bühnenlaufbahn begann sie 2007 mit einem Engagement am Theater Vorpommern in Greifswald, wo sie die Prinzessin Magdalena in einer Bühnenfassung von Hans Christian Andersens Märchen Das Feuerzeug spielte. 2008 gastierte sie am St.-Pauli-Theater in Hamburg als Jane in Happy End in einer Inszenierung von Jérôme Savary und Ulrich Waller. 2008 war sie am Mecklenburgischen Landestheater Parchim die Hauptdarstellerin in einer Pippi-Langstrumpf-Produktion. In der Spielzeit 2008/09 war sie dort als Laura in dem Theaterstück Chatroom des irischen Dramatikers Enda Walsh zu sehen. 2009 trat sie in Das Hörlabor im Rahmen der altonale in Hamburg auf. 2010 gastierte sie am Landestheater Niederösterreich.
Nach dem Besuch eines Schauspiel-Workshops bei Larry Moss in Berlin, entschied sich Schneider für eine professionelle Schauspielausbildung in den Vereinigten Staaten. Mit 22 Jahren zog sie nach New York, wo sie von 2010 bis 2012 bei William Esper am William-Esper-Studio ihr Schauspielstudium absolvierte. Ihr Schauspielstudium absolvierte sie mit verschiedenen Jobs, u. a. als Model, Hostess, Garderobiere, Kellnerin, Übersetzerin, Hundeausführerin und als Mitarbeiterin bei einem Catering-Service. Anschließend spielte sie bis 2014 regelmäßig Theater an verschiedenen New Yorker Bühnen.
Ab 2009 arbeitete Schneider auch für Film und Fernsehen. In der Kinder-Fernsehserie Die Pfefferkörner spielte sie 2009 eine Journalistin. 2015 war sie in der Serie erneut in einer Episodenrolle als Tochter eines kriminellen Holzhändlers an der Seite von Michael Kind zu sehen. Von 2016 bis 2019 verkörperte sie im SR-Tatort die Kriminalkommissaranwärterin Mia Emmrich. 2022 war sie in Gossip Girl zu sehen.
Eine erste größere Filmrolle erhielt sie in dem litauischen Kinofilm Kai Apkabinsiu Tave (2009) des Regisseurs Kristijonas Vildžiūnas mit Margarita Broich und Sabin Tambrea. Außerdem spielte sie in den Kinofilmen Hitler’s Grave (2010) von Daryush Shokof, Kehlkopfschuss (2015) von Tim Ungermann und Es brennt (2022), dem Regiedebüt von Erol Afşin mit.
Als Synchronsprecherin lieh sie ihre Stimme unter anderem Genevieve Gaunt in der TV-Serie The Royals, Jade O’Connor in der TV-Serie Vikings: Valhalla und Alyson Leigh Rosenfeld in der Zeichentrickserie Super 4.
Seit 2010 lebt sie in New York City und Berlin. Sie besitzt die deutsche und die amerikanische Staatsbürgerschaft.

## Filmografie
- 2009: Kai Apkabinsiu Tave
- 2010; 2015: Die Pfefferkörner
- 2010: Hitler’s Grave
- 2010: Red Hook Black
- 2010: Episode 50
- 2011: Emmas Chatroom
- 2015: Katie Fforde: Zurück ans Meer
- 2015: Kehlkopfschuss
- 2016: Tatort: Totenstille
- 2017: Tatort: Söhne und Väter
- 2018: Tatort: Mord ex Machina
- 2019: Tatort: Der Pakt
- 2019: Katie Fforde: Wachgeküsst
- 2022: Gossip Girl, 2. Staffel
- 2022: Druck, 8. Staffel
- 2022: Es brennt

## Theater
- 2007: Das Feuerzeug am Theater Vorpommern
- 2008: Pippi Langstrumpf am Mecklenburgischen Landestheater
- 2008–2009: Chatroom am Mecklenburgischen Landestheater
- 2008: Happy End bei den Ruhrfestspielen und am St.-Pauli-Theater
- 2010: Happy End am Landestheater Niederösterreich
- 2012: Tango Fever am Teatro LaTea in New York
- 2012: Spoonriver Anthology an den Columbia Stages & Invisible Dog in New York
- 2012: Helena von Troja am La MaMa Theater in New York
- 2013: Blue Moon am Shapiro Theater in New York
- 2013–2014: A Serious Banquet in der Judson Church und NYTW in New York
- 2019: Die Mittelmeermonologe am Goethe-Institut in New York & Washington DC
- 2021: Was ihr wollt im Monbijou-Theater in Berlin